# Georg Hecht
Georg Hecht (d. 1498) a fost primar al Sibiului între 1491-1498. A avut merite militare în Bătălia de la Câmpul Pâinii (1479) și în oprirea incursiunii otomane de jaf din 1493.

## Activitatea militară
La Câmpul Pâinii a comandat armata de 600 de călăreți sași de pe flancul drept, care au ținut piept otomanilor la câmp deschis, permițând astfel flancului comandat de Paul Chinezu să execute o manevră de retragere, pentru a prinde armata dușmană în clește, ceea ce a dus la victorie. În anul 1491 a fost ales primar al Sibiului, reales în funcție după o întrerupere de un an în 1494. Din acel al a fost primar până în 1498. 

## Primar al Sibiului
În anul 1491 l-a însoțit pe primarul Thomas Altemberger într-o delegație a sașilor în Cetatea Buda. După moartea primarului Altemberger a devenit succesor al acestuia. În anul 1492 a fost convocat de regele Ladislau al II-lea în Cetatea Buda pentru consultări.
În anul 1493, când în timpul Postului Mare o oaste otomană a pătruns în Transilvania cu scop de jaf, Hecht „în virtutea curajului său binecunoscut” a oprit incursiunea turcească încă înainte de a veni întăriri în ajutorul său, doar în fruntea unei armate săsești constituite de urgență. Astfel a preîntâmpinat scoaterea din țară a prăzii. Pentru meritele sale militare a fost decorat de regele Ladislau al II-lea de ziua sfântului Gheorghe a anului 1493 cu titlul de Miles auratus (cavaler al pintenului de aur), o decorație excepțională. Lui și fiilor săi Johann, Michael und Nicolaus i-a fost acordat blazonul reprezentând știuca (în germană Hecht) deasupra celor trei trandafiri. 